# Jan Strakowski
Jan Strakowski (ur. 1567, zm. marzec 1642) – architekt gdański, murarz-kamieniarz.

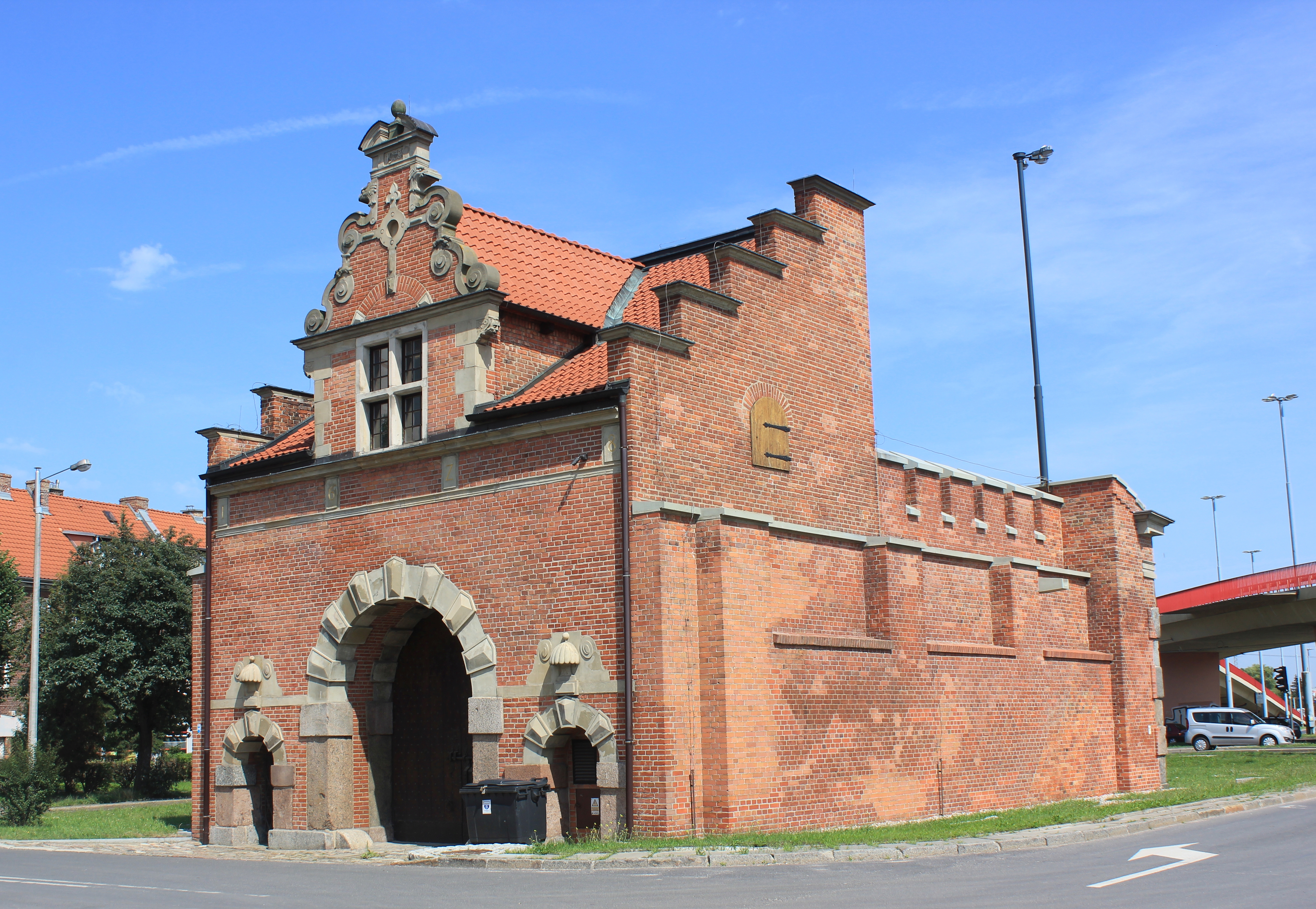
Zaprojektowana przez Jana Strakowskiego Brama Żuławska

Do Gdańska przybył w 1587 i początkowo praktykował u boku Antoniego van Obberghena. W 1595 został muratorem miasta Gdańska, w 1603 miejskim budowniczym. W latach 1610–1620 jako stypendysta Rady Miasta Gdańska studiował w Holandii i Niemczech.
Jego autorstwa jest wystrój kamieniarski Ratusza Starego Miasta i Wielkiej Zbrojowni, pracował przy przebudowie przedbramia ul. Długiej. Po powrocie z zagranicy, gdzie studiował budowę systemów fortyfikacyjnych, zaprojektował i wybudował Bramę Nizinną 1626 i Bramę Żuławską 1628 oraz przebudował Bramę św. Jakuba.
Jego syn Jerzy Strakowski również był cenionym architektem w Gdańsku i kontynuatorem pracy ojca.
Dla uczczenia Jana Strakowskiego nazwano jego imieniem ulicę w gdańskiej dzielnicy Wrzeszcz Dolny.